# Elsinoë australis
Elsinoë australis är en svampart som beskrevs av Bitanc. & Jenkins 1936. Elsinoë australis ingår i släktet Elsinoë och familjen Elsinoaceae.   Inga underarter finns listade i Catalogue of Life.